# Rue Maurice-Berteaux
La rue Maurice-Berteaux est une voie du 20e arrondissement de Paris, en France.

## Situation et accès

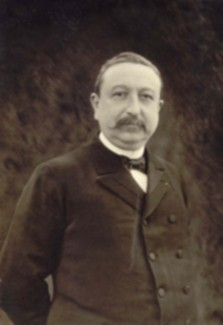
L’homme politique Maurice Berteaux.

La rue Maurice-Berteaux est une voie publique située dans le 20e arrondissement de Paris. Elle débute au 56, boulevard Mortier et se termine au 15, rue Le Vau.

## Origine du nom
Cette rue porte le nom d'Henri Maurice Berteaux  (1852-1911), homme politique.

## Historique
La voie a été ouverte en 1928 sur l'emplacement du bastion no 16 de l'enceinte de Thiers et a pris sa dénomination actuelle par un arrêté du 4 mars 1929.